# Песнь Сюзанны
Песнь Сюзанны (англ. The Dark Tower VI: Song of Susannah) — шестой роман американского писателя Стивена Кинга из цикла «Тёмная Башня». Книга издана в 2004 году.

## Сюжет
Контроль над телом Сюзанны Дин окончательно захватывает некая Миа, которая намеревается отправиться к прислужникам Алого Короля и родить своего «малого». Но за Сюзанной отправляются Джейк и отец Каллагэн. Роланду и Эдди же нужно оформить в собственность пустырь с розой, заключив сделку с книготорговцем Тауэром.
В «Песне Сюзанны» впервые появляется Стивен Кинг из Ключевого мира. С ним встречаются Роланд и Эдди лично. Писатель разговаривает с людьми, которых он считал своими персонажами, и которые, в определенном смысле, ими и являются. Кинг ошарашен встречей, Эдди с Роландом — не меньше. Отношение Роланда к Кингу чем-то напоминает почтение к божеству, Эдди же куда более скептичен. Роланд гипнотизирует Кинга, чтобы узнать о его роли в этой истории. Кинг, пребывая в трансе, называет себя Ганом или его воплощением, заявляет о своей ненависти к ка. Роланд внушает ему очень серьёзно отнестись к истории Башни, а также забыть об их с Эдди визите. Эдди замечает вокруг Стивена Кинга тодану, «мешок смерти», негативную ауру, но стрелки ничего не могут с этим поделать.
Тем временем Сюзанна и Миа, объяснившись, отправляются рожать к Сэйру, прислужнику Алого Короля, хотя Сюзанна против этого. Сэйр, глумясь над Миа, препоручает её заботам акушера, и в итоге Мордред Дискейн появляется на свет.
Книга заканчивается отрывками из дневника Стивена Кинга, где он рассказывает об истории написания книг серии, а также газетным сообщением о том, что в 1999 году Кинг, отправившись на прогулку, был сбит машиной и умер в больнице несколько часов спустя.